# سرقات صيفية (فلم)
سرقات صيفية  فيلم سيرة ذاتية ودراما مصري من تأليف وإخراج يسري نصر الله عام 1988. الفيلم من بطولة زكي فطين عبدالوهاب، عبلة كامل، سيف عبدالرحمن، أسماء البكري، وشوقي شامخ  والفيلم هو قصة حقيقية مأخوذة من حياة المؤلف والمخرج "يسري نصر الله" ويتناول طبيعة العلاقة بين طبقة الإقطاع وقرارات حركة 23 يوليو 1952. يستعرض الفيلم أحوال أسرة الطفل (ياسر) الإقطاعية التي تأثرت كثيرًا بسبب قرارات يوليو الاشتراكية وأدت إلى تأميم جزء كبير من أملاكهم، في الوقت الذي تربط فيه الصداقة بين ياسر والطفل ليل الفلاح الفقير.
العرض الأول: 8 سبتمبر 1988 (مهرجان تورونتو السينمائي الدولي)
صدر الفيلم إلى دور العرض المصرية في 10 أكتوبر 1988.
عرض في سينما أوديون عام 2014 ضمن مبادرة زاوية.
منح موقع قاعدة بيانات الأفلام على الإنترنت (IMDB) الفيلم درجة 7.3/ 10.
منح موقع قاعدة بيانات الأفلام العربية "السينما.كوم" الفيلم درجة 6.8/ 10.
فاز الفيلم بجائزة كاميونا الزهرة الفضية للمخرج يسري نصر الله في لقاء بيرغامو السينمائي 1988.

## طاقم التمثيل
أحمد محمد أحمد: في دور الطفل ياسر
شهدي نجيب سرور: في دور الشاب ياسر
هاني حسين: في دور الطفل ليل
إيهاب عبد الحكيم: في دور الشاب ليل
منحة البطراوي: في دور منى
منى زكريا: في دور ريما
أميرة العايدي: في دور داليا
مجدي كامل: في دور عبد الله
ليلى بللينيس: في دور الجدة
حسن الجريتلي: في دور داغر
أسماء البكري: في دور أمينة
إيفا الياس: في دور ثريا
تميم عبده: في دور عماد
مها عفت: في دور لولا
حسن فتحي: في دور عنتر
أميرة غزاله: في دور خضرة
زكي فطين عبد الوهاب: في دور الباشا
حسام الدين علي: في دور المهندس الزراعي
عبلة كامل: في دور عائشة أو "عيوشة" (ضيفة شرف)
شوقي شامخ: في دور سعيد (ضيف شرف)
سيف عبد الرحمن: في دور عزيز (ضيف شرف)
ليلى فارس: في دور زكية (ضيفة شرف)
بالاشتراك مع: بطرس غالي – محمد درديري – عفاف منصور – محمد هنيدي – نادية شمس الدين – أهالي قرية كفر عمار – أهل قرية أكياد.  
الأطفال: أمنية فهمي – أحمد حسين – يوسف القرشي – مريم القرشي – محمود حمدي 

## أحداث الفيلم
تبدأ الأحداث في يوليو 1961، والشاب الفلاح عنتر (حسن فتحي) يسبح في الترعة وتراقبه الشابة الفلاحة خضرة (أميرة غزاله) والصبي ياسر (أحمد محمد أحمد). ترتطم رأس عنتر بصخرة ويموت غرقاً ويتجمع الفلاحين. يذيع الراديو أخبار إعلان جمال عبد الناصر لقوانين تمكن العامل من الحصول على أرباح مصنعه وإنضمامه لمجلس الإدارة أيضاً. تعمل الخادمة عائشة أو "عيوشة" (عبلة كامل) التحضير لعزومه كبيرة في بيت الباشا الراحل (زكي فطين عبد الوهاب) بمساعدة الخادمة السمراء زكية (ليلى فارس) بينما ياسر يستمع لحكاياتهن. تقوم منى (منحة البطراوي) باختيار ملابسها بينما شقيقتها ريما (منى زكريا) تقرأ خطاب زوجها يونس الذي يقوم بترتيب إجراءات الطلاق. تشتكي منى من ضعف دخل أرضهم الزراعية حيث يزرع الفلاحين المستأجرين القطن، بينما ترغب هي في زراعة الفاكهة بعد إبعاد الفلاحين عن الأرض. يأتي لعزومة بيت الباشا صديق الأسرة سعيد (شوقي شامخ) الذي يعمل بالسياسة ومتزوج من بثينة شقيقة ضابط الجيش ولكنه ينوي طلاقها ويبحث عن عروسة من بيت الباشا. يستمع الأطفال إلى منى وهي تروي قصة أرضهم بالشرقية التي كانت صحراء ملكاً للباشا الذي يعتقد بوجود كنز في باطنها واستأجر البدو للحفر وتزويدها بالماء، ويبدأ ياسر ومجموعة الأطفال في الحفر في الأرض لعلهم يجدوا الكنز. يتوافد المدعوين من أسرة الباشا إلى البيت الكبير ويتصادق ياسر مع الصبي الفلاح حافي القدمين ليل (هاني حسين) بينما صوت الراديو في الخلفية يذيع أخبار سياسية عن المساواة والحرية والديمقراطية والإقطاع يسلب الناس حقوقهم. على مائدة الطعام تلتقي الأسرة ومنى تخبر الجميع بموعد عيد ميلاد ياسر الذي يوافق خطاب جمال عبد الناصر وعزمها إقامة حفل كبير يحضره الفلاحين حيث أن الحكومة ترسل مخبرينها لسؤال الفلاحين إن كان أسرة الباشا يعاملونهم بصورة طيبة أم لا. تخطط منى لدعوة العمدة والمأمور وسعيد والفلاحين للإثبات أنهم يدفعوا للفلاحين بينما الحكومة تدفع بالكلمات فقط، ويعلق عماد (تميم عبده)، بينما زوجته ثريا (إيفا الياس) تستمع، أن خطاب جمال عبد الناصر بالإسكندرية سيجتمع له الناس بأجر ربع جنيه للفرد. تجمع علاقة حب بين داليا (أميرة عبد القادر)، ابنة داغر (حسن الجريتلي) ومنى، وعبد الله (مجدي كامل) طالب الكلية الحربية ابن الفلاحة، بينما يبث سعيد كلمات الحب لمنى بينما علاقتها بزوجها داغر تنهار. يسارع الفلاحين إلى شاحنات الحكومة معلق عليها أعلام الجمهورية العربية المتحدة وميكروفون يردد: "ناصر .. ناصر"، ويفشل الفلاح (محمد هنيدي) في ركوب الشاحنة ويندب حظه وقد ضاع عليه مبلغ الربع جنيه. يمرض ياسر بالبلهارسيا يوم عيد ميلاده وتستولي داليا على كل أجهزة الراديو في البيت وتخفيهم بعيداً عن العيون، لكن تجتمع الأسرة بالكامل لسماع خطاب ناصر وهو يعلن قوانين التأميم، بينما لا تفهم أمينة (أسماء البكري) ما يحدث. يتخلف العمدة والمأمور عن حفلة عيد الميلاد لحضورهم خطاب الإسكندرية. تعلن الإذاعة عن تأميم الشركات وتحويلها إلى "قطاع عام"، بينما الجدة (ليلى بللينيس) تجلس نائمة، والسيدات تتهم الخدم بسرقة أجهزة الراديو مما يدفع زكية لحزم أمتعتها لمغادرة البيت الكبير ولكنها تسمع صوت أحد السيدات تطلبها لتحضير الطعام فتعود صاغرة، بينما تندفع الفلاحة أم عبدالله من بوابة البيت الكبير تطلب من داليا الابتعاد عن ولدها عبد الله حيث أن العين لا ترتفع عن الحاجب، وتذكر أن لولا توسط ابن الباشا، عزيز بك (سيف عبد الرحمن)، ما دخل ولدها الكلية الحربية. تقام الحفلة ويحضرها النساء فقط ثم تعود الشاحنات بالفلاحين عائدين من الإسكندرية وكل منهم قد تسلم الربع جنيه وصوت أغنية محمد عبد الوهاب "حبيب الكل يا ناصر" تصم الآذان. تحصل ريما على الطلاق ويخشى ياسر من الاقامة مع والده ويقرر سرقة أشياء كثيرة من البيت ولكن المأمور يتهم الصبي الفلاح ليل ويلقي القبض عليه.
تبدأ أحداث سبتمبر 1982 ومنى متزوجة من سعيد، وريما تبيع أرضها للحاج (بطرس رؤوف غالي) ويعود الشاب ياسر (شهدي نجيب سرور) من لبنان بع إقامته هناك 4 سنوات، يعمل مصور يبيع إنتاجه لوكالات الأنباء، ليجد البيت الكبير حطام، وداليا ترسل خطابات من أمريكا وهي تدرس وتعمل. تطلب منى من "عيوشة"، التي تزوجت منذ شهرين وهي تعرف أنها مصابة بالسرطان، تحضير الطعام بينما يستأذن سعيد للذهاب لاجتماع الحزب. تقوم عائشة بقلي الباذنجان وهي تروي لياسر ما حدث أثناء غيابه من موت عبد الله في حرب 1967 وموت والدته بحسرتها عليه، وتقول أنها رفضت بتر صدرها وتفضل الموت، وتخبر ياسر أن ليل مسافر في اليوم التالي إلى العراق. يبحث ياسر عن الشاب ليل (إيهاب عبد الحكيم) ويسبح معه في الترعة ويودعه في اليوم التالي وهو مسافر إلى العراق ويطلب منه، عند عودته، المن والسلوى.

## إنتاج الفيلم
قال يسري نصر الله في حواره مع الممثل عباس أبو الحسن من خلال برنامجه "حوارات مع عباس" أن أكثر الممثلين كانوا من الناس العاديين أو من لم يمثل من قبل، وأنه عرض الأدوار على إسعاد يونس ويسرا ورفضوا لعدم معرفتهم به ولعدم قناعتهم بصغر سنه (32 سنة وقتها) وتاريخه كمساعد مخرج ليوسف شاهين. وأضاف أن شاهين كان يمكنه الضغط على يسرا ولكن ذلك لم يحدث. كانت مشكلة المخرج أن كل بطلاته يدخن (كانت البطلات في معظم المشاهد يمسكن بالسيجارة) ولابد من أن تكون المشاهد حقيقية. وروى عن مشهد قدوم العائلة بكاملها واختياره لوضع الكاميرا في مستوى الصبي لأنه الوحيد الذي لا يأتي والده مع القادمين، واندفاعهم كالأفيال يدوسونه.
قال نصر الله: "أخذت السيناريو إلى الرقابة، فمُنع بحجة انتقاده عبد الناصر. أوضحت أن الفيلم ليس ضد عبد الناصر، ولا حتى معه. ما أنا أردت قوله في الفيلم أنّ هناك حالة سائدة وقتها، وأردت مقاربة كيفية تعامل المجتمع معها. تعاركت مع الرقابة لأشهر، ثم بدأت اختيار الممثلين. أردت ممثلين يعرفون ما هو التمثيل مثل يسرا، وإسعاد يونس. ولكنّ الجميع رفض بسبب موضوع الفيلم: "عايز يقول إيه المجنون ده، عبد الناصر جمهوري مش عارف ايه وبتاع!". ولأن تمويل هذا الفيلم كان منّي أنا شخصياً، قال لي شاهين: "أنت معاك الفلوس دي، مش محتاج لأي حد. هات أي ناس يعرفوا يمثلوا". وكانت هذه أهم نصيحة منه."

## استقبال الفيلم
كتب وليد جيفي على موقع "عين على السينما" في 26 أغسطس 2020: "تجربة جريئة ومختلفة تنتمي لسينما التجريب حاول من خلالها تقديم حالة خاصة متأثرة نوعًا ما بسينما يوسف شاهين لكنها جديدة على السوق السينمائي ومتميزة عما ينتظره المشاهد من بناء تقليدي للقصة"، وتابع الكاتب: "الفيلم تجربة شخصية ليسري نصر الله يبرز من خلالها العلاقة بين طبقة الإقطاعيين والفلاحين عقب ثورة يوليو، ومدى مشروعية الثورة نفسها من خلال رؤية موضوعية لفترة عبد الناصر بعيدة تمامًا عن دعاية النظام"، يؤكد الكاتب على وجهة نظر يسري نصر الله ومفادها أن لا شيء قد تغير قبل عبد الناصر وبعده حتى 1982 حسب ما جاء بالفيلم. ويضيف: "شريط الصوت، والذي يطاردك فيه مجموعة أصوات خلفية لخطابات عبد الناصر، وأغاني وطنية تبدو في ظاهرها عشوائية لكنها تجعل المشاهد يغوص بحواسه كلها في حقبة الستينات ويخرج بتجربة سينمائية ممتعة وإن كانت مختلفة عن المألوف. وموسيقى عمر خيرت الهادئة كانت تُضفي حالة من الشجن والهدوء على جو الفيلم العام، خصوصا تداخلها في بعض المشاهد مع صوت عبد الناصر."
كتب شفيق طبارة عن حوار مع يسري نصر الله على موقع الأخبار في أغسطس 2022: "لا ينسى يسري نصرالله لحظة عرض فيلمه الأول "سرقات صيفية" 1988 الذي قدّم صورة للمجتمع المصري في الستينيات خلال عهد الرئيس جمال عبد الناصر. طرح الشريط العلاقة بين الإقطاعيين والفلاحين عقب ثورة يوليو، ما بين صداقة مفقودة، وتفكك أسري، ومحاولة للتشبث بالأرض. يقول لنا: "كان أول عرض لـ"سرقات صيفية" في تظاهرة "أسبوعا المخرجين" ضمن "مهرجان كان"، لم أكن أفهم ماذا يجري."
كتب حسن حداد على موقع سينماتك عن فيلم سرقات صيفية: "هو الفيلم الذي بشر بميلاد مخرج جديد آنذاك .. مخرج فنان يحمل رؤية سينمائية فكرية وإجتماعية واعية، ألا وهو الفنان يسري نصر الله. وقد كان أول عرض لهذا الفيلم في إفتتاح تظاهرة نصف شهر المخرجين في مهرجان كان الدولي 1988. ومن ثم إنطلق الى بقية المهرجانات الدولية وطاف دول العالم من خلالها، وحصل على الكثير من الجوائز. ولكن بالرغم من الترحيب الدولي، الذي إعتبره البعض بأنه جواز مروره إلى الداخل، إلا أن "سرقات صيفية" فيلم مصري بكل المقاييس. فالفيلم اعتبر حينها تجربة فنية هامة، خاضها المخرج/ المؤلف مع طاقمه الفني الشاب. هذا إضافة إلى اختياره لموضوع اجتماعي حيوي، وطرحه ومناقشته من خلال أسلوب فني جديد وجرىء. فهو هنا يناقش العلاقة الحساسة بين طبقة الإقطاع وبين قرارات ثورة يوليو الإشتراكية. كما يتابع عملية تحلل هذه الطبقة وتفككها، وما صاحبته من أمراض إجتماعية وعلاقات إنسانية محبطة"، ويتحدث الكاتب عن الديكور والاضاءة ويقول: "أغلب المشاهد التي تدور داخل البيت الكبير بأسواره وأثاثه وألوان شبابيكه، تميزت بإضاءة محايدة بين الحزن والفرح .. إضاءة خافتة وألوان مطفئة، وليس هذا إلا تعبيراً موحياً وتجسيداً لكافة العلاقات الإنسانية المتناقضة والعواطف المحبطة. هذا بخلاف الجزء الثاني من الفيلم حيث الإضاءة الساطعة، بعد تفكك العائلة وإنهيار البيت الكبير، أضيئت المشاهد هنا لكي نرى هذا التفكك والإنهيار، كما عبر ياسر في حديثه عن مشهد مماثل في بيروت."
كتبت رحمة الحداد على موقع "إضاءات" في 30 يوليو 2020 عن أعمال المخرج يسري نصر الله: "أعمال قابلة للتأويل وإعادة المشاهدة، وقابلة للفهم على عدة مستويات، يلتقط فيها تفاصيل كل حقبة مكانيًا وزمانيًا وتفاصيل المشاعر الإنسانية الصغيرة، يمكن مثلًا قراءة سرقات صيفية كنقد لسياسات فترة الستينيات بل وتحويل كل فعل من أبطاله إلى إسقاط سياسي، لكن في مستوى آخر يمكن النظر إليه كحكاية نضوج ساحرة عن طفل يكتشف ذاته ونظرته للعالم، يكتشف الصداقة والاهتمامات الفنية"، وتتابع الكاتبة: "يشاهد ياسر مع أقارب له فيلم "رد قلبي" في تلفاز صغير بعد سنوات على الثورة، تتردد كلمات حماسية عن الضباط الأحرار وعن يوليو وعن قدرة تلك المجموعة على إنقاذ كل شيء، فيما يقدم "سرقات صيفية" نفسه رؤية بديلة غير بروباجندية عن الفترة كلها وما تبعها، مشهد قصير يمكن ألا يحمل بمعاني تفوقه لكنه اختيار محدد يصلح كتعليق على طبيعة التمثيلات السينمائية للأحداث السياسية واستخدام السينما داخل السينما."

## وصلات خارجية
- سرقات صيفية على موقع IMDb (الإنجليزية)
- سرقات صيفية على موقع روتن توميتوز (الإنجليزية)
- سرقات صيفية على موقع الدهليز
- سرقات صيفية على موقع قاعدة بيانات الأفلام العربية
- سرقات صيفية على موقع أول موفي (الإنجليزية)
- سرقات صيفية على موقع قاعدة بيانات الفيلم (الإنجليزية)
- سرقات صيفية على موقع ليتربوكسد (الإنجليزية)
- سرقات صيفية على موقع الدهليز
- سرقات صيفية على موقع كاروهات

https://mubi.com/films/summer-thefts سرقات صيفية (فلم)
https://www2.bfi.org.uk/films-tv-people/4ce2b798d98ed سرقات صيفية (فلم)
https://www.filmweb.pl/film/Sarikat+Sayfeya-1988-573013 سرقات صيفية (فلم)
https://www.avclub.com/film/reviews/sarikat-sayfeya-1988 سرقات صيفية (فلم)